# 冷麺
冷麺（れいめん）とは、朝鮮半島由来の冷製麺料理。朝鮮語では냉면（ネンミョン、韓国標準語）または랭면（レンミョン、北朝鮮標準語）。

## 朝鮮半島における冷麺

### 歴史
冷麺は朝鮮王朝時代には存在した。ルーツは現在の北朝鮮にあり、平壌と咸鏡南道咸興が本場。韓国側には、1950年に朝鮮戦争が勃発した際、南に逃れた北側出身者を通じて本格的に普及したといわれている。本来は寒い冬に暖かいオンドル部屋（温度調節がこまめに出来ないのでやや暑くなる）の中で食べる料理で、1849年に書かれた『東国歳時記』の陰暦11月の項に、関西地方（ここでは、平壌を含む平安道を指す）の名物として「冬の時食として、蕎麦麺に菁葅（大根のキムチ）や菘葅（白菜のキムチ）を入れ、そのうえに豚肉を和えたものを冷麺という。また蕎麦麺に雑菜、梨、牛肉、胡麻油、醤油を入れて混ぜ合わせたものを骨董麺という」との記述がある。現在の韓国では夏の食べ物と認識され、大衆食堂は夏の間しか出さないが、冷麺専門店は冬も出している。

### 麺
麺（냉면사리：ネンミョンサリと言う）は蕎麦粉を主原料とし、つなぎとしてデンプンや小麦粉を入れて練り、穴の開いたシリンダー状の容器で麺状に押し出してそのまま熱湯に落として茹で、茹で上がった麺をすぐに冷水で冷やす。平壌冷麺は蕎麦粉と緑豆粉が用いられ、太くて黒っぽく、噛み切りやすい。咸興冷麺はジャガイモやトウモロコシなどのデンプンが用いられ、細くて白っぽく、噛み切りにくい麺である。麺は製麺機から押し出したままの長い状態で盛られ、本来は切らずにそのまま食べるのが良いとされるが、現在の韓国では調理用鋏で食べやすい長さに切って出す店が多い。電動の製麺機が普及する以前は、テコの原理を用いた木製の押し出し機「クッストゥル」（直訳すれば、「麺押し機」）を釜の上に仕掛け、生地を押し出して釜の湯に落とし、そのまま茹で上げていた。

### 地方別の冷麺

#### 平壌の冷麺

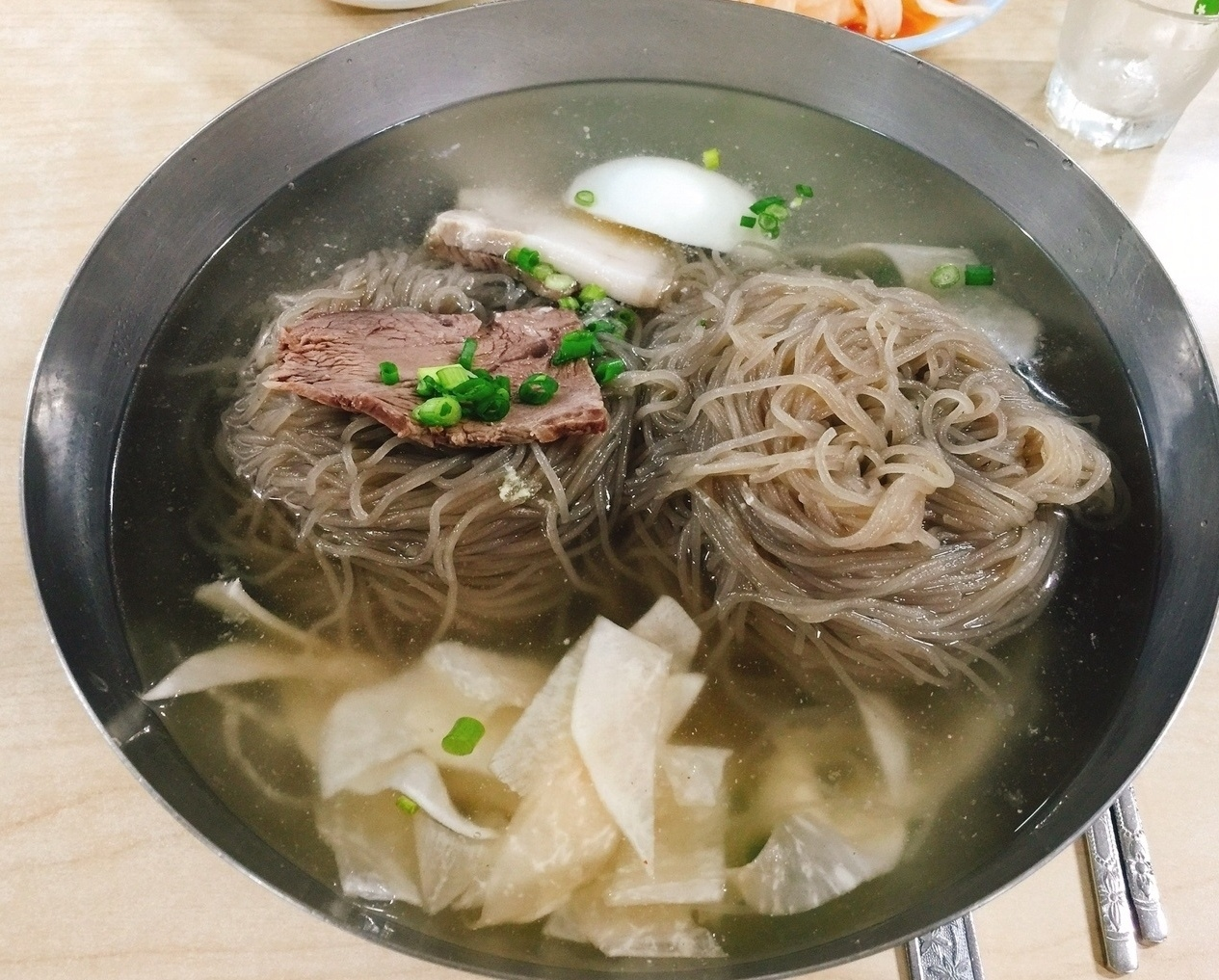
ムㇽレンミョン

ムㇽレンミョン（물냉면）は平壌発祥の冷麺である。ムㇽは「水」の意の固有語で、ネンミョンにムㇽが冠されると朝鮮語特有の流音化によりムㇽレンミョンという発音になる。ムㇽレンミョンは、固く締めた麺の上に下味をつけた肉類・ゆで卵・キムチ・錦糸卵・ナシなどを盛り付け、最後にユッス（육수、肉水）と呼ばれる肉のダシ（本来は牛肉や雉肉で取るが、現在は灰汁抜きした牛の脚の骨で取る店が多い）とトンチミ（大根の水キムチ）の汁を合わせた、透明で淡泊な冷たいスープをかけて供される。朝鮮半島では食器を手に持って食べることはマナー違反とされているが、ムㇽレンミョンに限ってはスープを飲む際に器を手に持ち、口をつけて啜っても良しとする韓国人も少なくない。通の間では、冷麺に先立って蒸し肉やピンデトッやマンドゥなどをつまみに酒を飲む「先酒後麺（선주후면）」という、食習慣がある。また、食前にユッスが供されることがあるが、日本における蕎麦湯のように、通は醤油を入れて飲む。
2022年にUNESCOの無形文化遺産に登録されている。

#### 咸興の冷麺

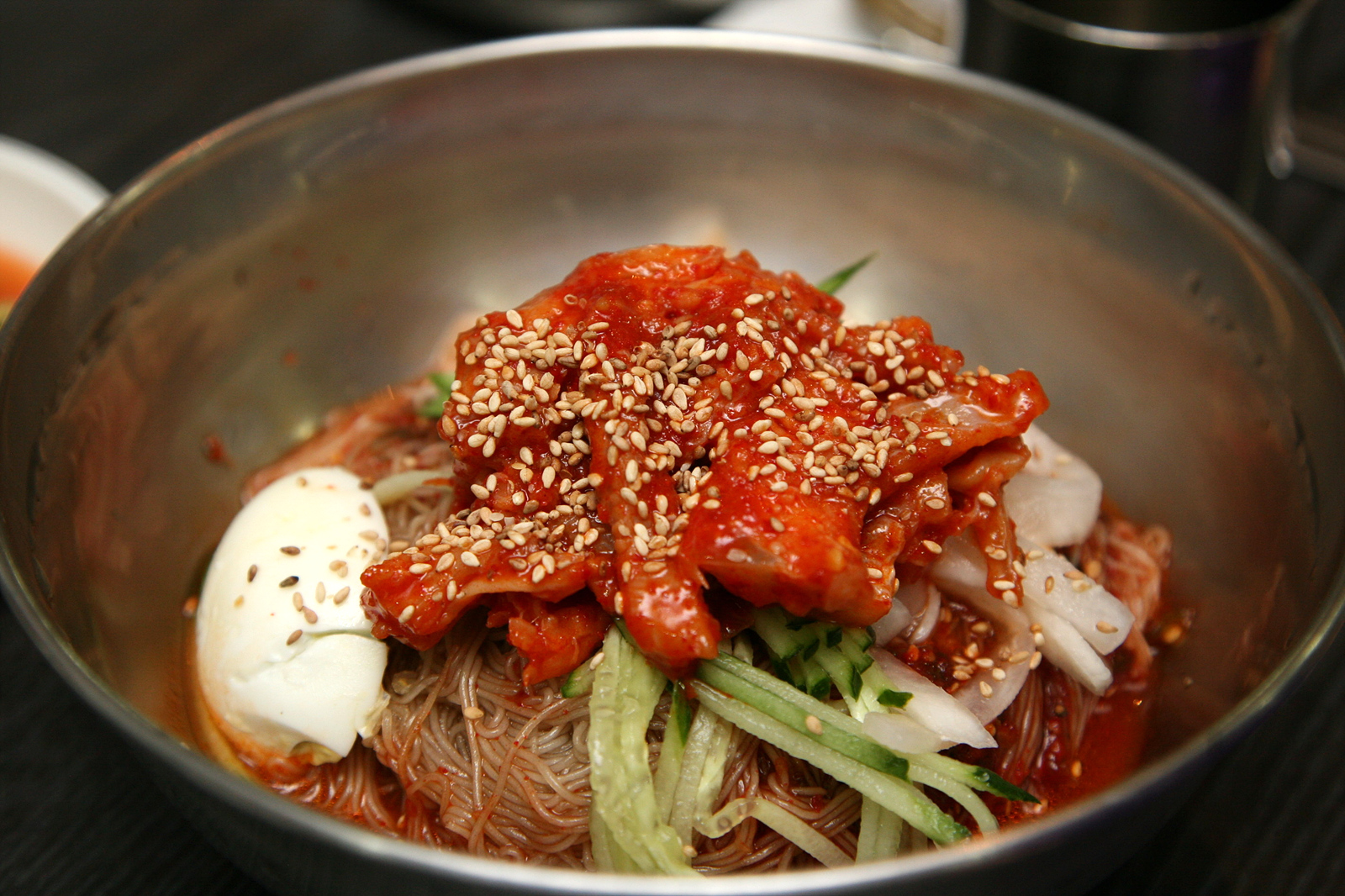
フェネンミョン。ヤンニョムで和えた刺身を具として乗せる

咸興発祥のビビン（ピビㇺ）ネンミョン（비빔냉면）は、コチュジャン・酢・ごま油・砂糖などを合わせた辛いヤンニョㇺで麺を和え、肉類・ゆで卵・キュウリの千切りなどを盛り付けて供され、食べる際によくかき混ぜる。前記の『東国歳時記』に「骨董麺」の名で乗せられているものと同様である。ビビン（ピビㇺ）は「混ぜ」の意の固有語で、ビビンバのビビンと同じである（ビビンバも漢字表記は「骨董飯」である）。
一般的に咸興冷麺として知られるのは、ヤンニョㇺ(薬味）をからめた魚の刺身（フェ）を乗せたフェネンミョン（회냉면）で、魚はエイ（ガンギエイが多い）・カレイ・スケトウダラなどが使われる。類似した料理にビビンククスがある。なお、咸興現地では咸興風冷麺のことをノンマクㇰス（농마국수、でんぷん麺の意）と呼ぶ。「咸興冷麺」（함흥냉면：ハムンネンミョン）という呼称は、朝鮮戦争後、南へ逃れた咸鏡道出身者が名声ある平壌冷麺（평양냉면：ピョンヤンネンミョン）に対抗するため名付けたもので、北には元々なかった呼称だという。

#### 晋州の冷麺

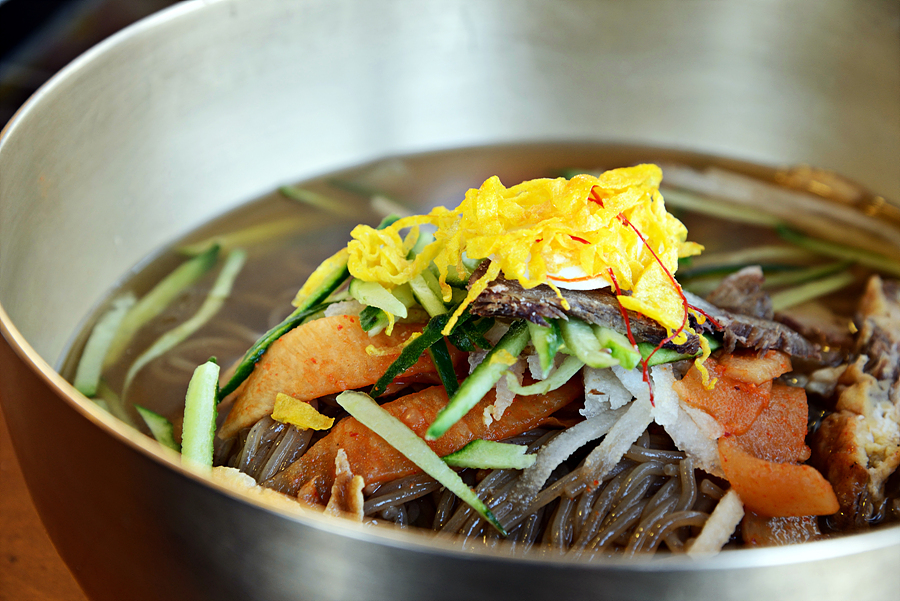
晋州冷麺

冷麺が名物の町には平壌と咸興のほかに韓国慶尚南道晋州市がある。1960年代以降廃れていたが、北朝鮮で1994年に発行された『朝鮮の民俗伝統』で「冷麺は北の平壌冷麺と南の晋州冷麺が第一である」と紹介され、そのことが南北交流で韓国に伝えられたことを機に2000年代に再興された。現在提供されている晋州冷麺（진주냉면：チンジュネンミョン）は、魚介ダシのスープ、弾力のある太麺、細かく刻んだ卵焼きと牛肉チヂミを盛り付けることなどが特徴である。

#### その他の冷麺
このほか、葛粉を材料にしたチンネンミョン（칡냉면）、蕎麦粉だけで作ったメミㇽレンミョン（메밀냉면）、緑茶を麺に練り込んだノㇰチャネンミョン（綠茶冷麵、녹차냉면）など、麺や味付けの違う冷麺が食されている。夏場の大衆食堂では、ヨルム（間引きした大根の葉）キムチを乗せたヨㇽムネンミョン（열무냉면）がよく出される。地方によってはトトリ（ドングリ）の粉を練り込んだトトリネンミョン（도토리냉면）を出す店もある。

### 著名な冷麺店

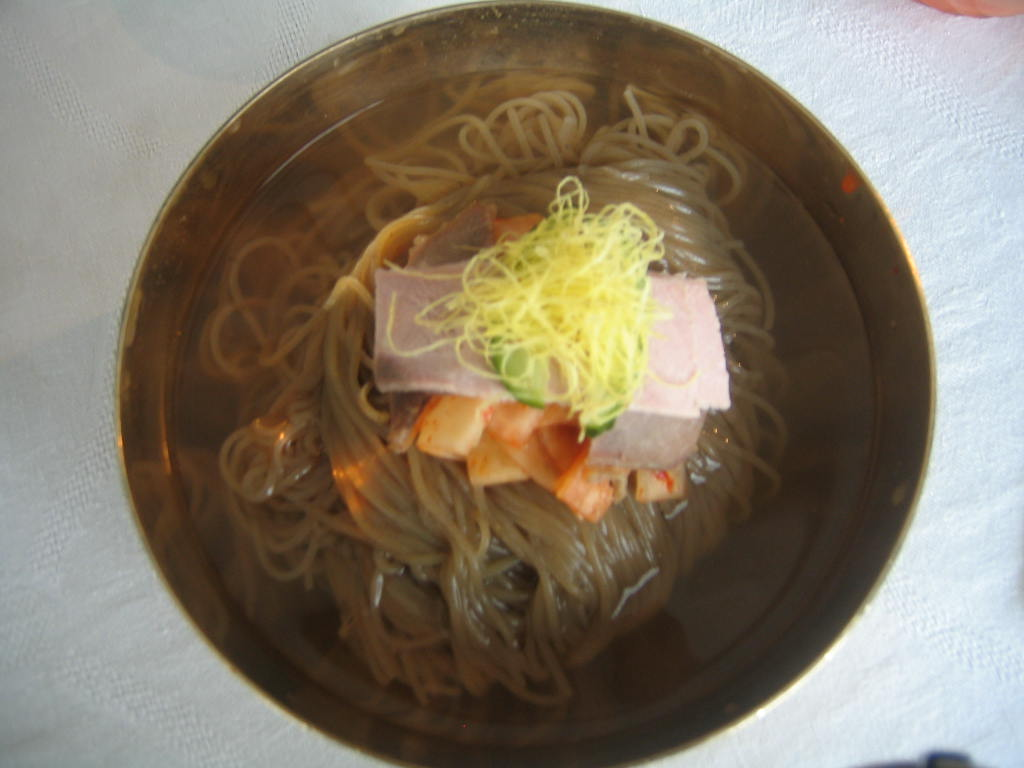
玉流館の冷麺

著名な冷麺専門店に平壌の「玉流館」がある。韓国紙の報道によれば、平壌の冷麺の殿堂として1日に1万人が訪れるといわれ、2000年に金大中が訪れるなど海外からの旅行客や要人が案内される著名店となっている。2007年9月に改装工事が始まり、2008年4月15日の金日成生誕日に新装開店した。東亜日報の取材によれば「韓国よりも麺が1.5倍くらい太くて、麺とスープの色が黄土色」で「スープは濃い鶏肉の香りを漂わせ、あたかも参鶏湯を冷やしたような感じ」であるという。ソウル・合井近くには玉流館での修行経験を持つ脱北者がオーナーの北朝鮮料理店「トンムパプサン」があり、2018年4月27日の板門店での南北首脳会談以降、韓国でも玉流館の冷麺が注目され同店も話題となった。咸興の代表的な冷麺専門店には「新興館」が挙げられる。

### 派生した麺料理

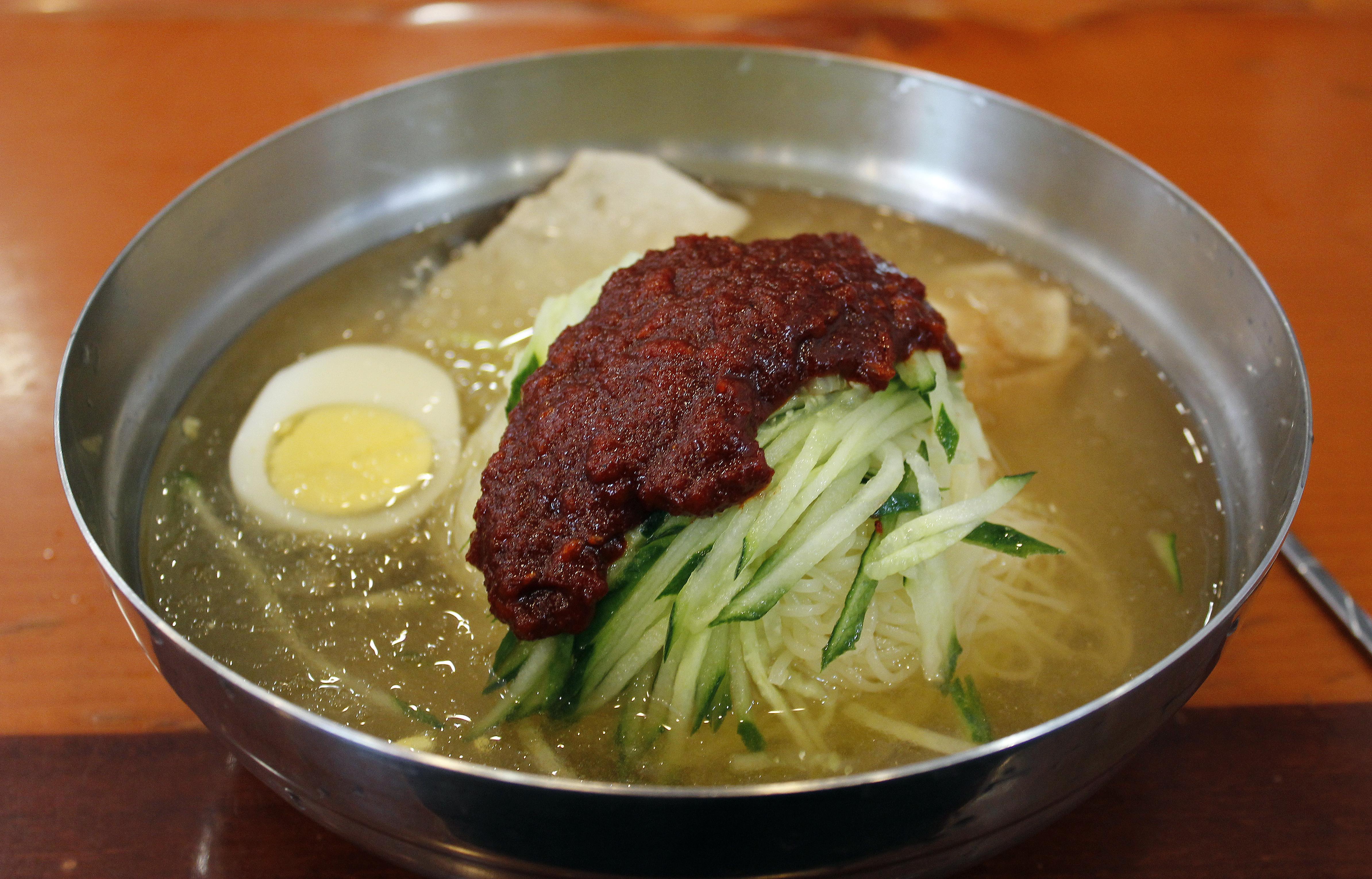
ミㇽミョン

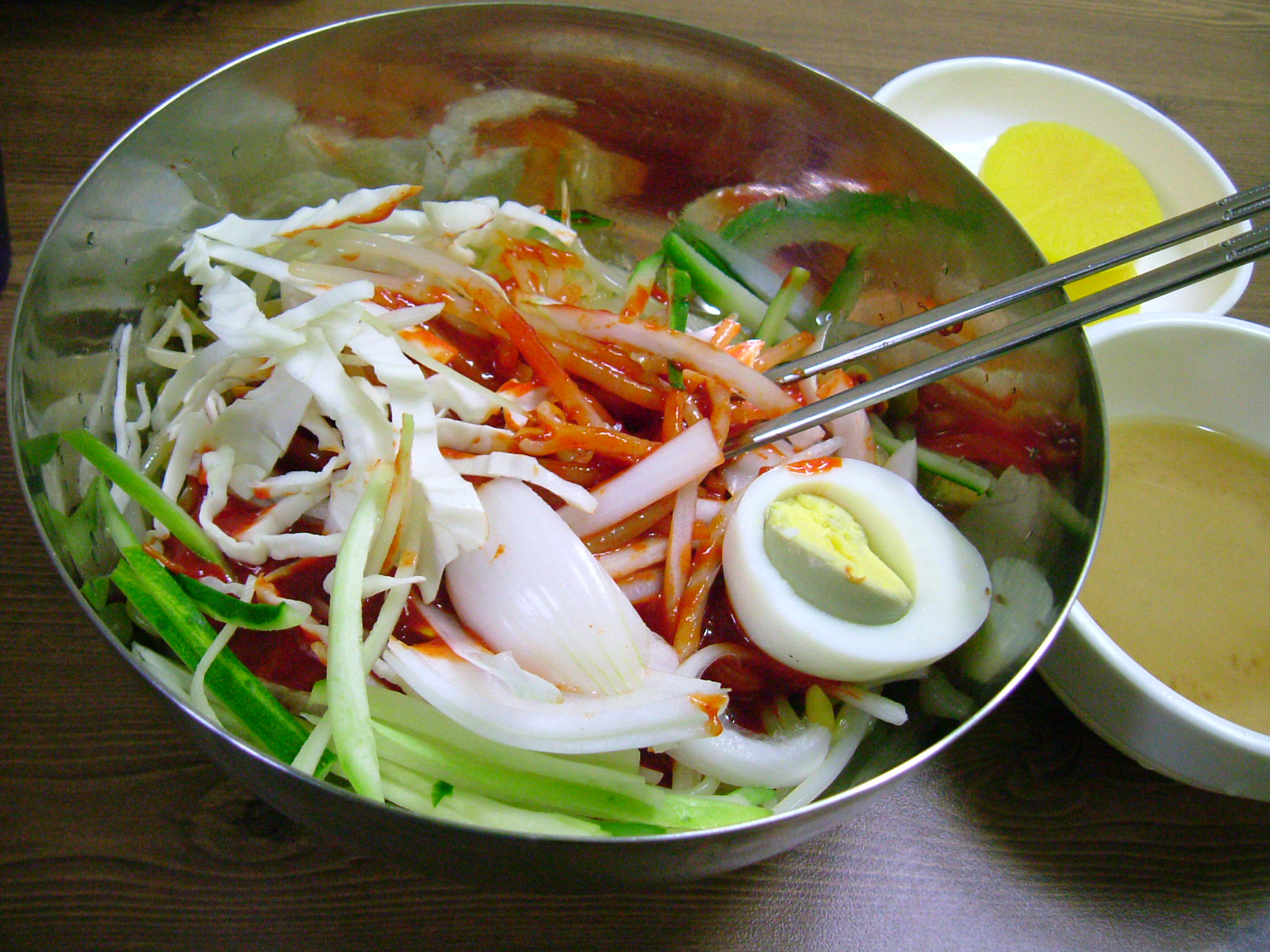
チョルミョン

釜山を中心とする慶尚南道地方では、麺の主原料に小麦粉を使ったミㇽミョン（밀면、小麦麺の意）が名物となっている。もとは北からの避難民がアメリカの援助物資を代用して平壌冷麺を再現しようとしたものといわれる。スープは野菜と肉のダシがベースで、トンチミは使われず、タデギ（다대기）と呼ばれるヤンニョㇺを載せる。店によっては疲労回復効果を求めてスープや麺に薬草を加える。冷麺には牛肉を盛り付けることが多いが、ミルミョンは豚肉が多い。
韓国の中華料理店では、冷麺を中華風にアレンジした中国冷麺（중국냉면, 중국식냉면, 중식냉면）が提供されている。店によってバリエーションはあるが、ピーナッツソースを加える、海鮮（エビなど）や五香粉で味付けした肉を盛り付けるといった特徴がある。ハンギョレ新聞の記事によると、1962年の東亜日報の連載小説に「中国冷麺」という単語は出てくるものの、それがどのような料理だったかははっきりせず、現在のような形になったのは1980年代以降とされる。
冷麺から派生した料理には他に、軽食堂やファーストフード店で提供されるチョルミョン（쫄면、しこしこ麺の意）があり、千切り野菜やゆで卵と甘辛ソースを絡めて食べる。1970年代に仁川の製麺所で冷麺を製造中に偶然生まれたもので、冷麺よりも太く固いことが名前の由来となっている。

## 日本における冷麺

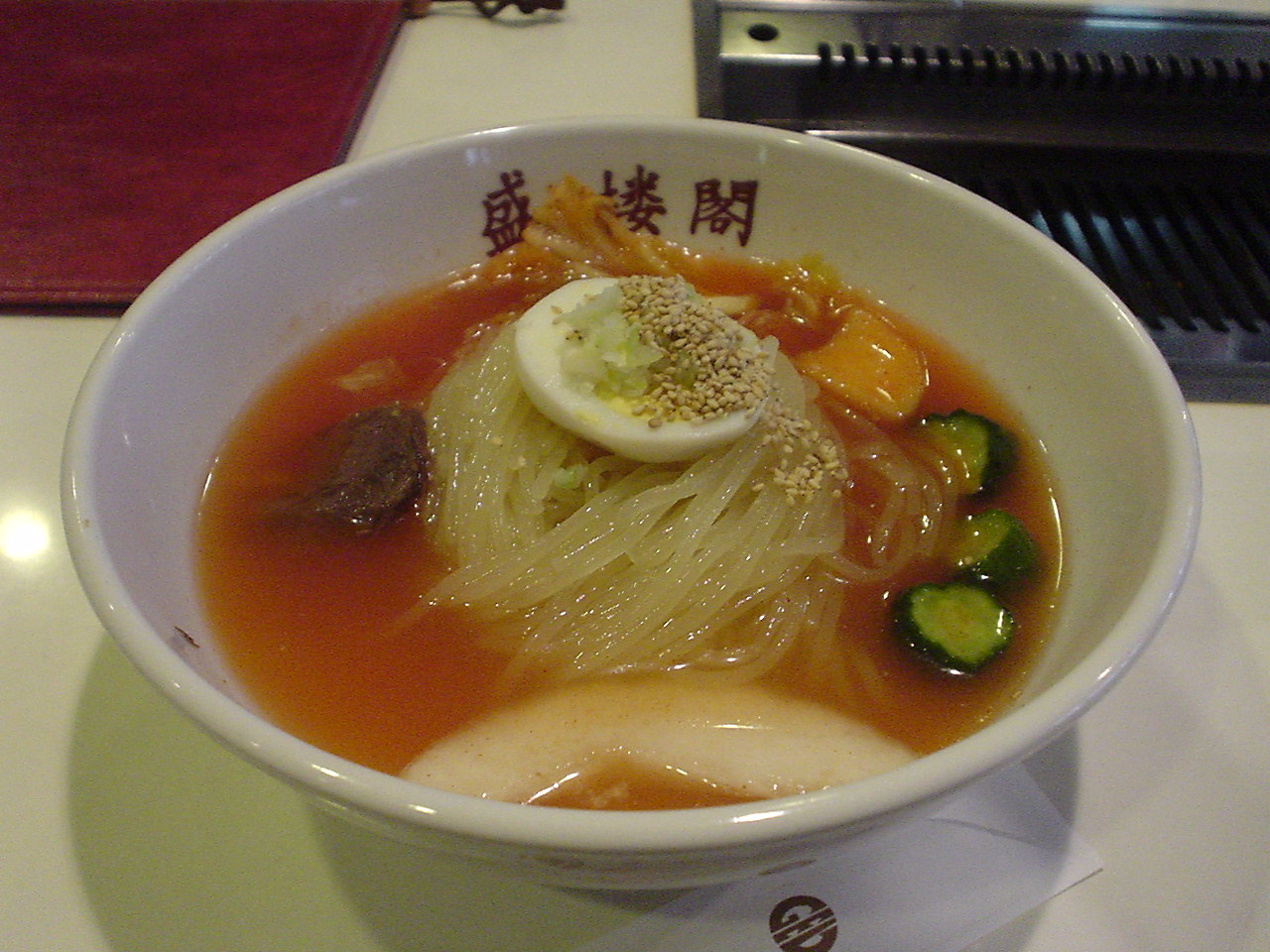
盛岡冷麺

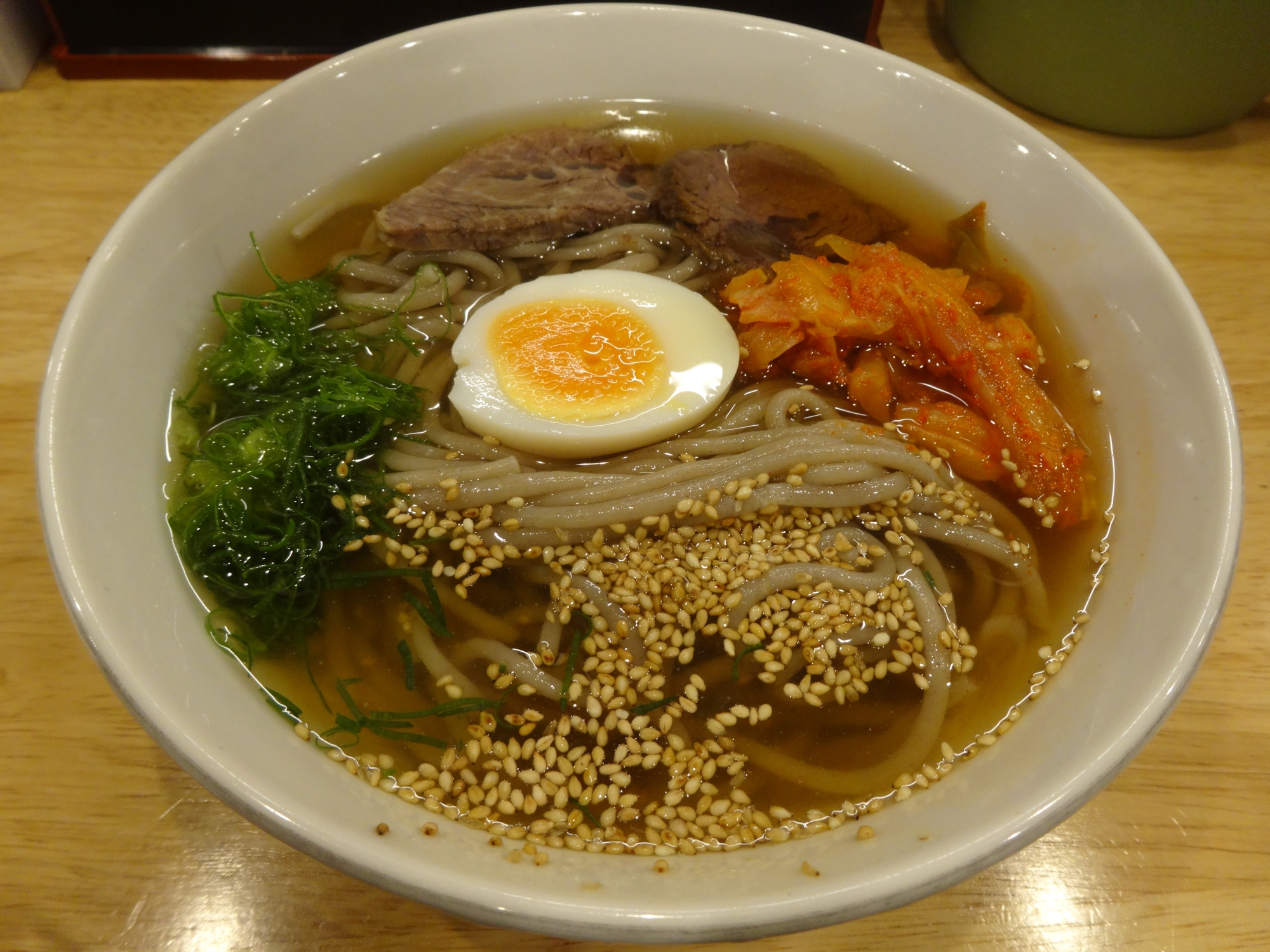
別府冷麺

1939年（昭和14年）に神戸市長田で平壌（当時日本統治下）出身の張模蘭と全永淑が開業した「元祖 平壌冷麺屋」が日本で朝鮮半島式の冷麺を提供する現存最古の店である。現在、日本人の口に合うようアレンジされつつ、日本の多くの韓国料理店や焼肉店で定番メニューとして提供されている。ご当地グルメとして独自に発展した冷麺もあり、代表的なものに岩手県盛岡市の盛岡冷麺と大分県別府市の別府冷麺が挙げられる。
盛岡冷麺は咸興出身の在日朝鮮人1世である青木輝人（朝鮮名：楊龍哲）が1954年（昭和29年）5月に開業した「食道園」が発祥で、1987年（昭和62年）に「ぴょんぴょん舎」を開業した在日2世の邊龍雄らが「盛岡冷麺」というブランド名を確立させた。小麦粉を主材料とする透明感のある太麺が特徴である。盛岡冷麺の生麺は「さぬきうどん」などとともに公正取引委員会から「特産」「名産」などの表示に基準が設けられた10品目の一つにもなっている。
別府冷麺は1950年（昭和25年）頃に満州からの引揚者が開業した店が発祥とされる。和風ダシのスープが特徴で、麺は店によって太麺と中細麺の2種類ある。食堂やラーメン屋や居酒屋などでも提供されるメニューとなっており、金属製の器ではなくラーメン用の丼鉢などに盛りつけられる。
地方によっては「冷麺」という言葉はいわゆる「冷やし中華」を指して用いられ、広島県呉市のご当地冷麺「呉冷麺」はそちらの用法である。

## 中国における冷麺

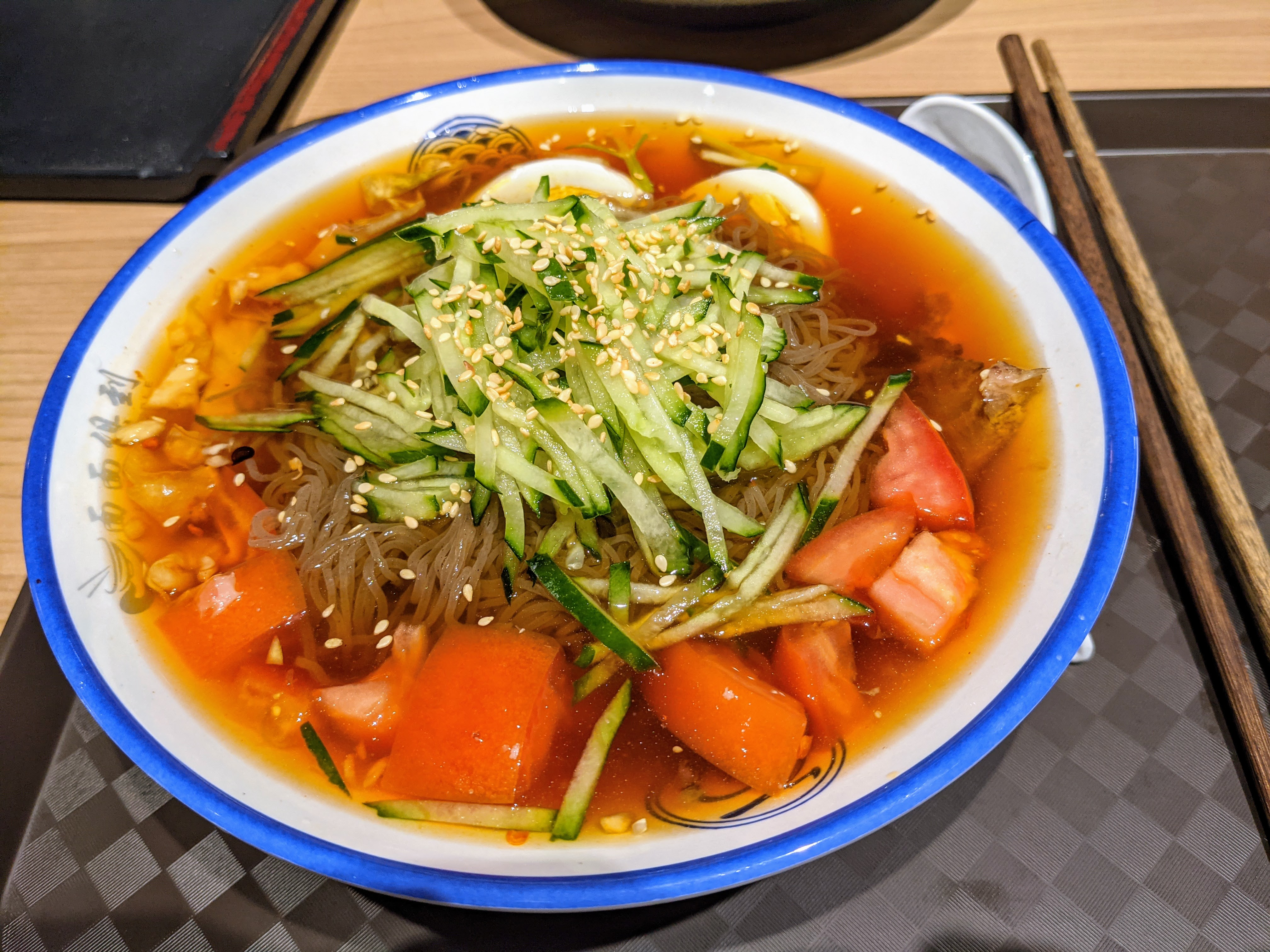
中国東北部の冷麺

19世紀末に朝鮮族が中国東北部へ移住した際に冷麺も伝えられ、スープに漢方薬を加えるなどの改良を経て、中国の朝鮮族料理の代表となっている。かつて朝鮮族の間では、旧正月4日午後と誕生日に細長い冷麺を食べると長生きするという伝承があった。延吉冷麺は中国十大麺に選ばれている。